# Junior-VM i håndbold 1979 (mænd)
Juniorverdensmesterskabet i håndbold for mænd 1979 var det andet junior-VM i håndbold for mænd, og turneringen med deltagelse af 23 hold afvikledes i Danmark og Sverige i perioden 23. oktober – 2. november 1979.
Turneringen blev vunder af Sovjetunionen, som i finalen besejrede Jugoslavien med 30-25. Dermed forsvarede det sovjetiske hold den VM-titel, som holdet havde vundet to år tidligere. Bronzemedaljerne gik til Sverige, som i bronzekampen mellem de to værtslande vandt 25-20 over Danmark.

## Resultater
De 23 deltagende hold var inddelt i fire grupper med seks eller fem hold i hver, og i hver gruppe spillede holdene en enkeltturnering alle-mod-alle. De fire gruppevindere og fire -toere gik videre til kampene om placeringerne 1-8, holdene, der sluttede som nr. 3 eller 4 i hver gruppe, spillede videre i kampene om 9.- til 16.-pladsen. De resterende hold spillede videre om 17.- til 23.-pladsen

### Indledende runde

#### Gruppe A
| Dato   | Tid | Kamp                      | Res.  | Spillested |
| ------ | --- | ------------------------- | ----- | ---------- |
| 23.10. | ?   | Jugoslavien – Norge       | 25–13 | ?          |
| 23.10. | ?   | Polen – Taiwan            | 50–18 | ?          |
| 23.10. | ?   | Østtyskland – Italien     | 25–16 | ?          |
| 24.10. | ?   | Østtyskland – Taiwan      | 52–13 | ?          |
| 24.10. | ?   | Polen – Norge             | 20–17 | Ystad      |
| 24.10. | ?   | Jugoslavien – Italien     | 26–11 | ?          |
| 25.10. | ?   | Norge – Italien           | 20–16 | ?          |
| 25.10. | ?   | Polen – Østtyskland       | 20–21 | ?          |
| 25.10. | ?   | Jugoslavien – Taiwan      | 44–14 | ?          |
| 27.10. | ?   | Polen – Italien           | 24–20 | Simrishamn |
| 27.10. | ?   | Norge – Taiwan            | 45–18 | ?          |
| 27.10. | ?   | Jugoslavien – Østtyskland | 21–15 | Simrishamn |
| 28.10. | ?   | Italien – Taiwan          | 39–14 | ?          |
| 28.10. | ?   | Østtyskland – Norge       | 31–16 | ?          |
| 28.10. | ?   | Jugoslavien – Polen       | 25–18 | ?          |

| Gruppe      | Kampe | Mål     | Point |
| ----------- | ----- | ------- | ----- |
| Jugoslavien | 5     | 141-070 | 10    |
| Østtyskland | 5     | 144-086 | 8     |
| Polen       | 5     | 132-101 | 6     |
| Norge       | 5     | 111-110 | 4     |
| Italien     | 5     | 102-109 | 2     |
| Taiwan      | 5     | 077-230 | 0     |

#### Gruppe B
| Dato   | Tid   | Kamp                  | Res.  | Spillested   |
| ------ | ----- | --------------------- | ----- | ------------ |
| 23.10. | 19:00 | Danmark – Finland     | 20–13 | Lyngby       |
| 23.10. | 19:00 | Frankrig – Luxembourg | 23–11 | Solrød       |
| 23.10. | 20:30 | Ungarn – Japan        | 37–22 | Vemmelev     |
| 24.10. | 19:00 | Ungarn – Luxembourg   | 37–15 | Køge         |
| 24.10. | 19:00 | Danmark – Japan       | 37–13 | Taastrup     |
| 24.10. | 19:00 | Frankrig – Japan      | 24–19 | Gladsaxe     |
| 25.10. | ?     | Danmark – Frankrig    | 29–21 | Hørve        |
| 25.10. | ?     | Japan – Luxembourg    | 22–19 | ?            |
| 25.10. | ?     | Ungarn – Finland      | 23–17 | ?            |
| 27.10. | 14:30 | Japan – Finland       | 19–29 | Virum        |
| 27.10. | 16:05 | Ungarn – Frankrig     | 26–20 | Nykøbing Sj. |
| 27.10. | 16:05 | Danmark – Luxembourg  | 30–11 | Stege        |
| 28.10. | 14:30 | Frankrig – Japan      | 24–19 | København    |
| 28.10. | 14:30 | Luxembourg – Finland  | 23–32 | Kalundborg   |
| 28.10. | 16:05 | Ungarn – Danmark      | 11–19 | Helsingør    |

| Gruppe     | Kampe | Mål     | Point |
| ---------- | ----- | ------- | ----- |
| Danmark    | 5     | 135-069 | 10    |
| Ungarn     | 5     | 134-093 | 8     |
| Frankrig   | 5     | 120-101 | 6     |
| Finland    | 5     | 107-117 | 4     |
| Japan      | 5     | 095-146 | 2     |
| Luxembourg | 5     | 079-144 | 0     |

#### Gruppe C
| Dato   | Tid                          | Kamp                          | Res.       | Spillested   |
| ------ | ---------------------------- | ----------------------------- | ---------- | ------------ |
| 23.10. | 19:00                        | Vesttyskland – Saudi-Arabien  | 25–80      | Vemmelev     |
| 23.10. | 20:30                        | Portugal – Island             | 19–25      | Lyngby       |
| 23.10. | 20:30                        | Sovjetunionen – Holland       | 29–13      | Solrød       |
| 24.10. | 20:30                        | Vesttyskland – Holland        | 20–90      | Køge         |
| 24.10. | 20:30                        | Portugal – Saudi-Arabien      | 17–16      | Taastrup     |
| 24.10. | 20:30                        | Sovjetunionen – Island        | 25–20      | Gladsaxe     |
| 25.10. | ?                            | Vesttyskland – Portugal       | 25–10      | ?            |
| 25.10. | ?                            | Sovjetunionen – Saudi-Arabien | 33–90      | ?            |
| 25.10. | ?                            | Holland – Island              | 17–25      | ?            |
| 27.10. | 14:30                        | Vesttyskland – Island         | 14–16      | Nykøbing Sj. |
| 27.10. | 14:30                        | Holland – Saudi-Arabien       | 17–16      | Stege        |
| 27.10. | 16:05                        | Sovjetunionen – Portugal      | 40–17      | Virum        |
|        | 14:30                        | Island – Saudi-Arabien        | 35–13      | Helsingør    |
| 16:05  | Portugal – Holland           | 13–17                         | København  |              |
| 16:05  | Sovjetunionen – Vesttyskland | 28–18                         | Kalundborg |              |

| Gruppe        | Kampe | Mål     | Point |
| ------------- | ----- | ------- | ----- |
| Sovjetunionen | 5     | 155-077 | 10    |
| Island        | 5     | 121-088 | 8     |
| Vesttyskland  | 5     | 102-071 | 6     |
| Holland       | 5     | 073-103 | 4     |
| Portugal      | 5     | 076-123 | 2     |
| Saudi-Arabien | 5     | 062-127 | 0     |

#### Gruppe D
| Dato   | Tid | Kamp                      | Res.  | Spillested |
| ------ | --- | ------------------------- | ----- | ---------- |
| 23.10. | ?   | Tjekkoslovakiet – Israel  | 32–16 | ?          |
| 23.10. | ?   | Schweiz – Belgien         | 21–10 | Kävlinge   |
| 24.10. | ?   | Tjekkoslovakiet – Belgien | 22–13 | Bromölla   |
| 24.10. | ?   | Sverige – Israel          | 29–19 | ?          |
| 25.10. | ?   | Israel – Belgien          | 24–19 | ?          |
| 25.10. | ?   | Sverige – Schweiz         | 21–14 | ?          |
| 27.10. | ?   | Tjekkoslovakiet – Schweiz | 29–10 | Malmö      |
| 27.10. | ?   | Sverige – Belgien         | 22–12 | ?          |
| 28.10. | ?   | Tjekkoslovakiet – Sverige | 21–24 | ?          |
| 28.10. | ?   | Schweiz – Israel          | 21–16 | ?          |

| Gruppe          | Kampe | Mål   | Point |
| --------------- | ----- | ----- | ----- |
| Sverige         | 4     | 96-66 | 8     |
| Tjekkoslovakiet | 4     | 94-63 | 6     |
| Schweiz         | 4     | 66-76 | 2     |
| Israel          | 4     | 75-91 | 2     |
| Belgien         | 4     | 54-89 | 0     |

### Hovedrunde
I hovedrunden samledes de fire gruppevindere og de fire -toere fra den indledende runde i gruppe I og II. I hver gruppe spillede holdene en enkeltturnering alle-mod-alle, og de to gruppevindere kvalificerede sig til finalen. De to toere gik videre til bronzekampen, mens treerne gik videre til placeringskamp om femtepladsen. Endelig måtte de to firere tage til takke med at spille om syvendepladsen.
De fire gruppetreere og -firere fra den indledende runde blev samlet i gruppe III og IV. I hver gruppe spillede holdene en enkeltturnering alle-mod-alle, og alt efter placeringerne i grupper, kvalificerede holdene sig til placeringskampene om 9.- til 16.-pladsen.
Dem resterende hold spillede videre i gruppe V og VI, samt i placeringskampene om 17.- til 23.-pladsen.

#### Gruppe I
| Dato   | Tid | Kamp                          | Res.  | Spillested |
| ------ | --- | ----------------------------- | ----- | ---------- |
| 30.10. | ?   | Jugoslavien – Tjekkoslovakiet | 17–15 | ?          |
| 30.10. | ?   | Østtyskland – Sverige         | 17–18 | ?          |
| 31.10. | ?   | Jugoslavien – Sverige         | 23–17 |            |
| 31.10. | ?   | Østtyskland – Tjekkoslovakiet | 22–22 | ?          |

| Gruppe          | Kampe | Mål   | Point |
| --------------- | ----- | ----- | ----- |
| Jugoslavien     | 3     | 61-47 | 6     |
| Sverige         | 3     | 59-61 | 4     |
| Tjekkoslovakiet | 3     | 58-63 | 1     |
| Østtyskland     | 3     | 54-61 | 1     |

#### Gruppe II
| Dato   | Tid   | Kamp                    | Res.  | Spillested    |
| ------ | ----- | ----------------------- | ----- | ------------- |
| 30.10. | 20:30 | Danmark – Island        | 22–19 | Frederikssund |
| 30.10. | 20:30 | Sovjetunionen – Ungarn  | 26–17 | Sundbyøster   |
| 31.10. | 20:30 | Danmark – Sovjetunionen | 21–27 | Helsingør     |
| 31.10. | 20:30 | Ungarn – Island         | 17–14 | Roskilde      |

| Gruppe        | Kampe | Mål   | Point |
| ------------- | ----- | ----- | ----- |
| Sovjetunionen | 3     | 78-58 | 6     |
| Danmark       | 3     | 62-57 | 4     |
| Ungarn        | 3     | 45-59 | 2     |
| Island        | 3     | 53-64 | 0     |

#### Gruppe III
| Dato   | Tid | Kamp            | Res.  | Spillested |
| ------ | --- | --------------- | ----- | ---------- |
| 30.10. | ?   | Polen – Israel  | 25–21 | Eslöv      |
| 30.10. | ?   | Norge – Schweiz | 29–16 | ?          |
| 31.10. | ?   | Norge – Israel  | 19–20 | ?          |
| 31.10. | ?   | Polen – Schweiz | 21–21 | ?          |

| Gruppe  | Kampe | Mål   | Point |
| ------- | ----- | ----- | ----- |
| Polen   | 3     | 66-59 | 5     |
| Schweiz | 3     | 58-66 | 3     |
| Norge   | 3     | 65-56 | 2     |
| Israel  | 3     | 57-65 | 2     |

#### Gruppe IV
| Dato   | Tid   | Kamp                    | Res.  | Spillested |
| ------ | ----- | ----------------------- | ----- | ---------- |
| 30.10. | 19:00 | Frankrig – Holland      | 22–16 | Køge       |
| 30.10. | 20:30 | Vesttyskland – Finland  | 29–16 | Køge       |
| 31.10. | 19:00 | Finland – Holland       | 19–19 | Jerslev    |
| 31.10. | 20:30 | Frankrig – Vesttyskland | 24–22 | Jerslev    |

| Gruppe       | Kampe | Mål   | Point |
| ------------ | ----- | ----- | ----- |
| Frankrig     | 3     | 78-54 | 6     |
| Vesttyskland | 3     | 71-46 | 4     |
| Holland      | 3     | 44-61 | 1     |
| Finland      | 3     | 48-80 | 1     |

#### Gruppe V
| Dato   | Tid | Kamp              | Res.  | Spillested |
| ------ | --- | ----------------- | ----- | ---------- |
| 30.10  | ?   | Taiwan – Belgien  | 19–36 | Trelleborg |
| 31.10. | ?   | Italien – Belgien | 15–15 | ?          |
| ?      | ?   | Italien – Taiwan  | 39–14 | ?          |

| Gruppe  | Kampe | Mål   | Point |
| ------- | ----- | ----- | ----- |
| Italien | 2     | 54-29 | 3     |
| Belgien | 2     | 51-34 | 3     |
| Taiwan  | 2     | 33-75 | 0     |

#### Gruppe VI
| Dato   | Tid   | Kamp                       | Res.  | Spillested    |
| ------ | ----- | -------------------------- | ----- | ------------- |
| 30.10. | 19:00 | Portugal – Luxembourg      | 22–20 | Frederikssund |
| 30.10. | 19:00 | Japan – Saudi-Arabien      | 21–18 | Sundbyøster   |
| 31.10. | 19:00 | Japan – Portugal           | 22–27 | Roskilde      |
| 31.10. | 19:00 | Luxembourg – Saudi-Arabien | 18–22 | Helsingør     |
| ?      | ?     | Japan – Luxembourg         | 22–19 | ?             |
| ?      | ?     | Portugal – Saudi-Arabien   | 17–16 | ?             |

| Gruppe        | Kampe | Mål   | Point |
| ------------- | ----- | ----- | ----- |
| Portugal      | 3     | 66-58 | 6     |
| Japan         | 3     | 65-64 | 4     |
| Saudi-Arabien | 3     | 56-56 | 2     |
| Luxembourg    | 3     | 57-66 | 0     |

### Placerings- og finalekampe
| Dato                | Tid                 | Kamp                        | Res.                | Spillested          |
| Kamp om 21.-pladsen | Kamp om 21.-pladsen | Kamp om 21.-pladsen         | Kamp om 21.-pladsen | Kamp om 21.-pladsen |
| ------------------- | ------------------- | --------------------------- | ------------------- | ------------------- |
| 1.11.               |                     | Taiwan – Saudi-Arabien      | 23–22               | Dalby               |
| Kamp om 19.-pladsen |                     |                             |                     |                     |
| 1.11.               |                     | Japan – Belgien             | 20–19               | Næstved             |
| Kamp om 17.-pladsen |                     |                             |                     |                     |
| 1.11.               |                     | Italien – Portugal          | 26–20               | Ringsted            |
| Kamp om 15.-pladsen |                     |                             |                     |                     |
| ?                   |                     | Israel – Finland            | 30–27               | ?                   |
| Kamp om 13.-pladsen |                     |                             |                     |                     |
| ?                   |                     | Norge – Holland             | 22–20               | ?                   |
| Kamp om 11.-pladsen |                     |                             |                     |                     |
| ?                   |                     | Vesttyskland – Schweiz      | 20–18               | ?                   |
| Kamp om 9.-pladsen  |                     |                             |                     |                     |
| ?                   |                     | Frankrig – Polen            | 27–23               | ?                   |
| Kamp om 7.-pladsen  |                     |                             |                     |                     |
| 1.11.               |                     | Island – Østtyskland        | 27–24               | Svinninge           |
| Kamp om 5.-pladsen  |                     |                             |                     |                     |
| ?                   |                     | Tjekkoslovakiet – Ungarn    | 20–19               | ?                   |
| Bronzekamp          |                     |                             |                     |                     |
| 2.11.               | 18:30               | Sverige – Danmark           | 25–20               | Brøndbyvester       |
| Finale              |                     |                             |                     |                     |
| 2.11.               | 20:30               | Sovjetunionen – Jugoslavien | 30–25               | Brøndbyvester       |

| Samlet rangering | Samlet rangering |
| ---------------- | ---------------- |
| Guld             | Sovjetunionen    |
| Sølv             | Jugoslavien      |
| Bronze           | Sverige          |
| 4.               | Danmark          |
| 5.               | Tjekkoslovakiet  |
| 6.               | Ungarn           |
| 7.               | Island           |
| 8.               | Østtyskland      |
| 9.               | Frankrig         |
| 10.              | Polen            |
| 11.              | Vesttyskland     |
| 12.              | Schweiz          |
| 13.              | Norge            |
| 14.              | Holland          |
| 15.              | Israel           |
| 16.              | Finland          |
| 17.              | Italien          |
| 18.              | Portugal         |
| 19.              | Japan            |
| 20.              | Belgien          |
| 21.              | Taiwan           |
| 22.              | Saudi-Arabien    |
| 23.              | Luxembourg       |

### Medaljevindere
| Guld          | Sølv        | Bronze  |
| ------------- | ----------- | ------- |
| Sovjetunionen | Jugoslavien | Sverige |
| [[]]          | [[]]        | [[]]    |